# 諾亞·龐蒂
諾亞·龐蒂（義大利語：Noè Ponti，2001年6月1日—），瑞士游泳運動員。他代表瑞士參加2020年夏季奧林匹克運動會100公尺蝶式和4×100公尺自由式接力，並在100公尺蝶式奪得銅牌。

## 外部連結
- 諾亞·龐蒂在FINA（英语）
- 諾亞·龐蒂在SwimRankings.net（英语）
- 諾亞·龐蒂在Olympics.com（英语）
- 諾亞·龐蒂在Olympedia（英语）